# Sorgnano
Sorgnano è una frazione del comune di Carrara, in provincia di Massa-Carrara.

## Geografia fisica
Salendo dal centro storico di Carrara verso il paese si incontra la località Padula, dove è presente la villa Fabbricotti, oggi parco pubblico. Il paese si trova sul crinale prospiciente il monte d’Arma. Il paese si trova a circa 2,5 km dal centro di Carrara.
Oltre il nucleo principale, altre località periferiche che si sono sviluppate nel corso del tempo sono La Padula, Molino di Sorgnano, Fontanafredda, Linara e Canepara.

## Storia
La prima attestazione di Sorgnano risale al 1141 nel Codice Pelavicino. Conosciuto anche con il nome di Solegnanum, si caratterizza come un nucleo a carattere agricolo la cui economia si basava sui vigneti e sul legname dei boschi che lo circondano. Non possedendo agri marmiferi, Sorgnano non conobbe quello sviluppo che caratterizzò le frazioni vicine.

## Monumenti e luoghi d'interesse
- Chiesa della Natività di Maria, risalente ai primi del Seicento.

## Società

### Evoluzione demografica
Abitanti censiti